# Čen Jueling
Čen Jueling (poenostavljeno kitajsko: 陈跃玲; tradicionalno kitajsko: 陳躍玲; pinjin: Chén Yuèlíng), kitajsko-ameriška atletinja, * 24. december 1969, Liaoning, Ljudska republika Kitajska.
Nastopila je na poletnih olimpijskih igrah v letih 1992 in 2000, leta 1992 je osvojila naslov olimpijske prvakinje v hitri hoji na 10 km. Na azijskih prvenstvih je leta 1989 osvojila naslov prvakinje v isti disciplini.